# 奧瓦通納
奧瓦通納（英語：Owatonna）是一個位於美國明尼蘇達州斯蒂爾縣的都市。根據2010年美國人口普查，該地总人口为25,599人，面積約為37.87平方千米。同時該地也是斯蒂爾縣的縣治。

## 地理
奧瓦通納的座標為44°05′14″N 93°13′28″W / 44.08722°N 93.22444°W，而該地的平均海拔高度為314米（即1030英尺）。